# Municipio de Stafford (Dakota del Norte)
El municipio de Stafford (en inglés: Stafford Township) es un municipio ubicado en el condado de Renville en el estado estadounidense de Dakota del Norte. En el año 2010 tenía una población de 38 habitantes y una densidad poblacional de 0,34 personas por km².

## Geografía
El municipio de Stafford se encuentra ubicado en las coordenadas 48°56′38″N 101°56′49″O / 48.94389, -101.94694. Según la Oficina del Censo de los Estados Unidos, el municipio tiene una superficie total de 112.57 km², de la cual 112,3 km² corresponden a tierra firme y (0,24 %) 0,27 km² es agua.

## Demografía
Según el censo de 2010, había 38 personas residiendo en el municipio de Stafford. La densidad de población era de 0,34 hab./km². De los 38 habitantes, el municipio de Stafford estaba compuesto por el 100 % blancos. Del total de la población el 0 % eran hispanos o latinos de cualquier raza.